# Giovanni Mocenigo
Giovanni Mocenigo (Venetië, 1409 - aldaar, 14 september 1485) was de 72e doge van de Republiek Venetië van 18 mei 1478 tot zijn dood in 1485.
Gedurende zijn lange leven vocht hij als Venetiaans staatshoofd met onder andere de Osmaanse keizer Mehmet II en Ercole I d'Este, hertog van Ferrara.